# Ampelocissus aculeata
Ampelocissus aculeata är en vinväxtart som först beskrevs av Johan Baptist Spanoghe, och fick sitt nu gällande namn av Jules Émile Planchon. Ampelocissus aculeata ingår i släktet Ampelocissus och familjen vinväxter. Inga underarter finns listade i Catalogue of Life.